# Championnat du Maroc de water-polo
Le Championnat du Maroc de water-polo ou Botola Pro, est la compétition sportif la plus prestigieuse de water-polo au Maroc, qui est le premier échelon national au royaume. La compétition a vue le jour en 1916 et elle met en compétition chaque année les 10 meilleurs clubs marocains.
Le Wydad AC est le club recordman des statistiques et des titres avec 36 sacres durant toute l'histoire de cette compétition, ainsi qu'il est le tenant du titre.

## Histoire
Le Maroc a connu ce sport au début du XXe siècle, dont il était favori même en équipe nationale, déjà championne d'Afrique du Nord plusieurs fois, dont 4 sacres consécutifs, 1944, 1945, au 11 août 1946 et au 31 août 1947.
Le Championnat du Maroc de Water-polo a vu le jour en 1916, elle était créée et guidée par la Fédération Marocaine des Sports Athlétiques jusqu'à la création de la Ligue du Maroc de Natation Association en 1923.

## Palmarès

### Botola Pro
- 1924 : Club Neptune et Amphoriques
- 1925 : Club Neptune et Amphoriques (2)
- 1926 : Club Neptune et Amphoriques (3)
- 1927 : Club Neptune et Amphoriques (4)
- 1928 : Club Natation de Rabat
- 1929 : Club Neptune et Amphoriques (5)
- 1930 : Racing AC (1)
- 1931 : Racing AC (2)
- 1932 : Club Neptune et Amphoriques (6)
- 1933 : Racing AC (3)
- 1934 : Club Neptune et Amphoriques (7)
- 1935 : Racing AC (4)
- 1936 : Racing AC (5)
- 1937 : Racing AC (6)
- 1938 : Racing AC (7)
- 1939 : Racing AC (8)
- 1940 : Club Neptune et Amphoriques (8)
- 1941 : Racing AC (9)
- 1942 : RU Casablanca
- 1943 : Club Natation de Rabat (2)
- 1944 : Racing AC (10)
- 1945 : Racing AC (11)
- 1946 : Racing AC (12)
- 1947 : Racing AC (13)
- 1948 :
- 1949 : RU Casablanca (2)
- 1950 : Racing AC (14)
- 1951 : Club Natation de Meknès
- 1952 : Club Natation de Meknès (2)
- 1953 : Club Natation de Meknès (3)
- 1954 : Club Natation de Meknès (4)
- 1955 : US Fès (1)
- 1956 : US Fès (2)
- 1957 : US Fès (3)
- 1958 : Wydad AC (1)
- 1959 : Wydad AC (4)
- 1960 : Wydad AC (5)
- 1961 :
- 1962 :
- 1963 :
- 1964 :
- 1965 :
- 1966 :
- 1967 :
- 1968 :
- 1969 : Wydad AC (6)
- 1970 : Wydad AC (7)
- 1971 : Wydad AC (8)
- 1972 : Wydad AC (9)
- 1973 : Wydad AC (10)
- 1974 : Wydad AC (11)
- 1975 : Wydad AC (12)
- 1976 : Wydad AC (13)
- 1977 : Wydad AC (14)
- 1978 : Wydad AC (15)
- 1979 : Wydad AC (16)
- 1980 : Wydad AC (17)
- 1981 : Wydad AC (18)
- 1982 : Wydad AC (19)
- 1983 : Wydad AC (20)
- 1984 : Wydad AC (21)
- 1985 :
- 1986 :
- 1987 :
- 1988 :
- 1989 :
- 1990 :
- 1991 : Wydad AC (22)
- 1992 : Wydad AC (23)
- 1993 : Wydad AC (24)
- 1994 : Wydad AC (25)
- 1995 : Raja-Odep (1)
- 1996 : Raja-Odep (2)
- 1997 : Raja-Odep (3)
- 1998 : Raja-Odep[3] (4)
- 1999 : Raja-Odep[4] (5)
- 2000 : Raja-Odep[5] (6)
- 2001 :
- 2002 : Wydad AC (26)
- 2003 : Wydad AC (27)
- 2004 :
- 2005 :
- 2006 :
- 2007 : Wydad AC (28)
- 2008 : Wydad AC (29)
- 2009 :
- 2010 :
- 2011 : Wydad AC (30)
- 2012 :
- 2013 :
- 2014 : Wydad AC (31)
- 2015 : Wydad AC (32)
- 2016 : USC Maroc
- 2017 : USC Maroc (2)
- 2018 : Wydad AC (33)
- 2019 : Wydad AC (34)
- 2020 : Salam Natation Fès
- 2021 : Édition annulé[6]
- 2022 : USC Maroc (3)
- 2023 : USC Maroc (4)
- 2024 : Wydad AC (35)
- 2025 : Wydad AC (36)

### Botola D1
- 1934 :
- 1935 :
- 1936 : AS Settat
- 1937 : Wydad AC
- 1938 : AS Settat
- 1939 :
- 1940 : Wydad AC (2)
- 1941 :
- 1942 :
- 1943 :
- 1944 :
- 1945 :
- 1946 :
- 1947 : RU Casablanca
- 1948 : ASPTT Casablanca
- 1949 : RU Casablanca
- 1950 :
- 1951 :
- 1952 :
- 1953 :
- 1954 :
- 1955 :
- 1956 :